# Tatiana Suarez-Pico
Pour les articles homonymes, voir Suárez et Pico (homonymie).
Tatiana Suarez-Pico, née le 31 juillet 1981 à Bucaramanga, est une actrice et scénariste colombienne.  

## Biographie
Tatiana Suarez-Pico est ouvertement lesbienne. Elle est en couple avec Emily Rios.

## Filmographie

### Comme scénariste
- 2014-2015 : Parenthood (série télévisée) : 13 épisodes
- 2017 : Les Désastreuses Aventures des orphelins Baudelaire (série télévisée) : 1 épisode
- 2017 : Snowfall (série télévisée) : 9 épisodes
- 2018 : Iron Fist (série télévisée) : 10 épisodes

### Comme actrice
- 2002 : Haciendo el amor brujo (vidéo) : Penny
- 2003 : Green Card Fever : la détenue argentine
- 2003 : The Magic Bread (court-métrage) : Beggar
- 2004 : On the Downlow : la maman de Jimmy
- 2007 : Fighter (court-métrage) : l'arbitre
- 2008 : El otro lado (court-métrage) : Angelica
- 2008 : Accidents at Home and How They Happen : Stella / Susana
- 2008 : Evergreen (court-métrage) : Vivian
- 2009 : Achchamundu! Achchamundu! : la maman mexicaine
- 2009 : Cecilia (court-métrage) : Pati
- 2009 : Manuel y Mariana (court-métrage) : Rita
- 2010 : Intercambios (court-métrage) : Cristina
- 2010 : Apparition (court-métrage) : Anita
- 2012 : Girls Love Horses (court-métrage) : Stella
- 2016 : The Children of Hip Hop : Iris